# خسوس ارناندس (دوچرخه‌سوار)
خسوس ارناندس (اسپانیایی: Jesús Hernández‎؛ زادهٔ ۲۸ سپتامبر ۱۹۸۱) دوچرخه‌سوار اهل اسپانیا است.
از باشگاه‌هایی که در آن رکاب زده‌است می‌توان به تیم تینکوف، تیم اونسه، تیم آستانه، و تیم ترک-سگافردو اشاره کرد.